# Komei Abe
Koumei Abe (安部幸明 Abe Koumei) (født 1. september 1911 i Hiroshima, død 28. december 2006 i Tokyo, Japan) var en japansk komponist, dirigent, cellist og musikpædagog.
Abe studerede cello og direktion på Tokyo Nationale Musikskole. Han har skrevet 3 symfonier, orkesterværker, 15 strygerkvartetter, kammermusik, klaverkoncert, cellokoncert etc.
Han blev dirigent for Det Kejserlige Orkester i Tokyo. Abe underviste også i komposition på Kyotos Elizabeth Musikskole og den kommunale kunstskole.

## Udvalgte værker
- Symfoni nr. 1 (1957) - for orkester
- Symfoni nr. 2 (1964) - for orkester
- "Lille Symfoni" (1984) - for strygerorkester
- Sinfonietta (1964) - for orkester
- Cellokoncert (1937) - for cello og orkester
- 15 Strygekvartetter (1935-1993)